# Рахім Хамід
Абдул-Рахім Хамід Ауфі (араб. رحيم حميد; нар. 25 травня 1963) — іракський футболіст, виступав на позиції нападника.

## Клубна кар'єра
На клубному рівні виступав за «Аль-Джаїш». Проявив себе як результативний нападник, з 1985 по 1987 рік тричі поспіль ставав найкращим бомбардиром чемпіонату Іраку.

## Кар'єра в збірній
Учасник Літніх олімпійських ігор 1984 року. Після того як Рахім разом з Ахмедом Раді та Хуссейном Саїдом з 9-ма голами стали найкращими бомбардирами, Хамід отримав можливість проявити себе на найвищому міжнародному рівні. У 1986 році був викликаний тренером Еварісто де Маседо для участі в Чемпіонаті світу 1986 року, де команда Іраку вилетіла за підсумками групового етапу. На цьому турнірі зіграв у всіх трьох поєдинках іракської команди — проти Парагваю, Бельгії та Мексики.

## Титули і досягнення
- Переможець Панарабських ігор: 1985
- Переможець Кубка арабських націй: 1985, 1988